# Zoltán Friedmanszky
Zoltán Friedmanszky (Ormospuszta, 22 de outubro de 1934 – 31 de março de 2022) foi um futebolista e treinador húngaro que atuou como atacante.

## Carreira
Friedmanszky jogou por sete anos no Ferencvárosi, onde fez 162 partidas e marcou 83 gols. Com o clube, conquistou dois campeonatos nacionais (1963 e 1964), uma Copa da Hungria (1958) e uma Taça das Cidades com Feiras (1965). Esteve no elenco da Seleção Húngara na Copa do Mundo FIFA de 1958.

## Morte
Friedmanszky morreu em 31 de março de 2022, aos 87 anos de idade.